# Čertousy

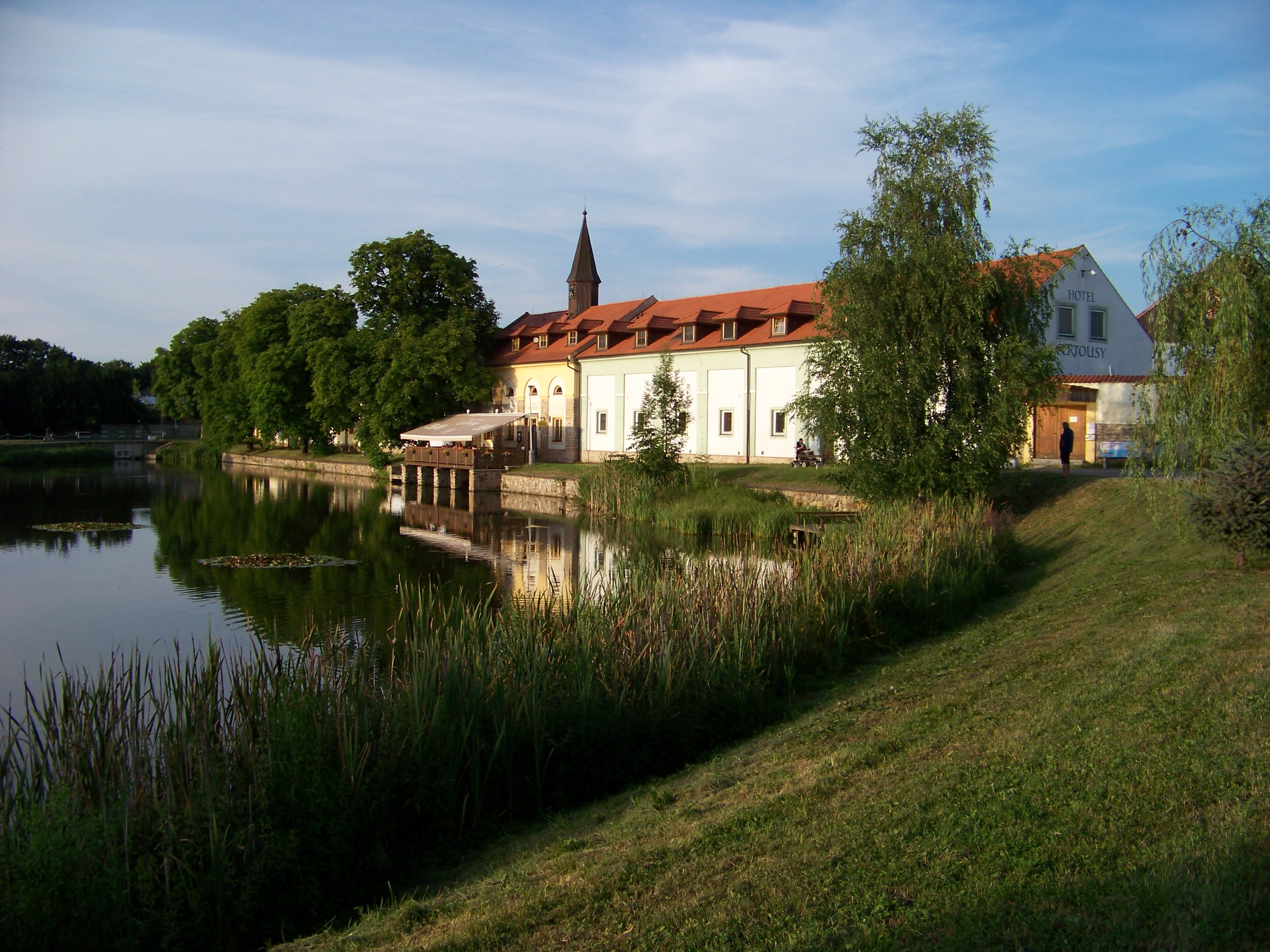
Podsychrovský rybník a hotel Čertousy

Čertousy (německy Karthaus) jsou bývalá vesnice, dnes východní část čtvrti Horní Počernice a městské části Praha 20 hlavního města Prahy.

## Historie
Dvůr Čertousy (Tyrczus) vlastnil v roce 1322 Seiboth z Benešova. Jeho syn Henslin jej v roce 1357 prodal arcibiskupovi Arnoštu z Pardubic, který jej koupil pro zabezpečení Karlovy univerzity. V roce 1366 přechází dvůr pod nově založenou Karlovu kolej, což se uvádí v její zakládací listině. Nejstarší dochovanou písemnou zprávou o obci Čertousy (a zároveň i o obci Horní Počernice) jsou písemnosti Univerzity Karlovy z let 1357 a 1366, podle nichž král Karel IV. tyto vsi věnoval Univerzitní koleji. Po husitských válkách získali dvůr opět mistři Karlovy koleje. V roce 1400 je zmíněna čertouská tvrz, kterou držel jako zástavu staroměstský sladovník Ješek Vrabec; do konce 15. století zanikla.
Roku 1639 při vpádu Švédů byly Čertousy i Horní Počernice značně pobořeny, dvůr Čertousy však mistři Karlovy koleje opět obnovili.
V neznámé době vznikl v Čertousích zámek, který nese stylové znaky 18. století, s anglickým parkem. V 18. století jezuité budovu zámku přestavěli.
Dvůr (velkostatek) získali roku 1906 předci nynějších vlastníků. Po znárodnění v roce 1948 došlo k postupné devastaci, bylo zbouráno 7 původních objektů, zasypány všechny studně a zcela znečištěn přilehlý rybník. Státní statek Praha v 80. letech uvažoval o úplné demolici a výstavbě velkokapacitní odchovny jalovic a vepřína. Velkostatek byl po roce 1989 restituován, od roku 1994 jsou zbylé budovy postupně rekonstruovány. Západní křídlo areálu velkostatku, 110 metrů dlouhá stavba sestávající z 5 hospodářských budov, byla přebudována na tříhvězdičkový hotel Čertousy, který byl otevřen roku 1999.
Horní Počernice spolu s Čertousy v roce 1785 měly 67 domů; roku 1880 dohromady měly 135 domů a 1055 obyvatel. Po roce 1920 došlo k mohutné vlně osidlování, v jejímž důsledku se zástavba sousedních obcí propojila.
Roku 1928 byly Čertousy na základě zákona o zrušení osad připojeny k Horním Počernicím, ty pak roku 1936 byly povýšeny na městys a roku 1943 rozšířeny ještě o Chvaly a Svépravice a roku 1969 byly povýšeny na město a roku 1974 připojeny k Praze. Celé Horní Počernice mají dnes jedno společné katastrální území i řadu popisných čísel.